# Atomic City
Atomic City – miasto w Stanach Zjednoczonych, w stanie Idaho, w hrabstwie Bingham.